# Gare de Joigny
Gare de Joigny – stacja kolejowa w Joigny, w departamencie Yonne, w regionie Burgundia-Franche-Comté, we Francji.
Jest stacją Société nationale des chemins de fer français (SNCF), obsługiwaną przez pociągi TER Bourgogne.

## Położenie
Znajduje się na wysokości 82 m .n.p.m., 145,456 km linii Paryż – Marsylia, pomiędzy stacjami Saint-Julien-du-Sault i Laroche - Migennes.

## Historia
Stacja została otwarta w 1849 roku.